# Francesca Re David
Francesca Re David (Roma, 6 agosto 1959) è una sindacalista e politica italiana, segretaria generale della FIOM dal 15 luglio 2017 al 6 aprile 2022.

## Biografia
Francesca Re David ha frequentato il liceo classico Tito Lucrezio Caro di Roma ed in seguito l'Università degli Studi di Roma "La Sapienza", dove ha conseguito la laurea in storia presentando una tesi sul Partito Comunista Italiano e sulla CED.
Moglie del regista e scrittore Fabio Venditti, ha due figlie.

## Attività politica e sindacale
Sin da molto giovane ha partecipato alle attività del PCI frequentando la sezione di Ponte Milvio, dove ha conosciuto Enrico Berlinguer.
Dal 1987 è entrata nella CGIL e dal 1998 è stata chiamata a far parte della segreteria nazionale FIOM. Dal 2013 al 2017 è stata segretaria generale della FIOM di Roma e del Lazio. Dal 15 luglio di tale anno diventa segretaria generale nazionale della FIOM, prima donna nella storia a ricoprire tale incarico, fino al 6 aprile 2022, data nella quale entra in segreteria nazionale della CGIL.